# Royalton (Minnesota)
Royalton è una città degli Stati Uniti d'America, situata in Minnesota, nella contea di Morrison e in parte nella contea di Benton.